# Nytorgsgatan

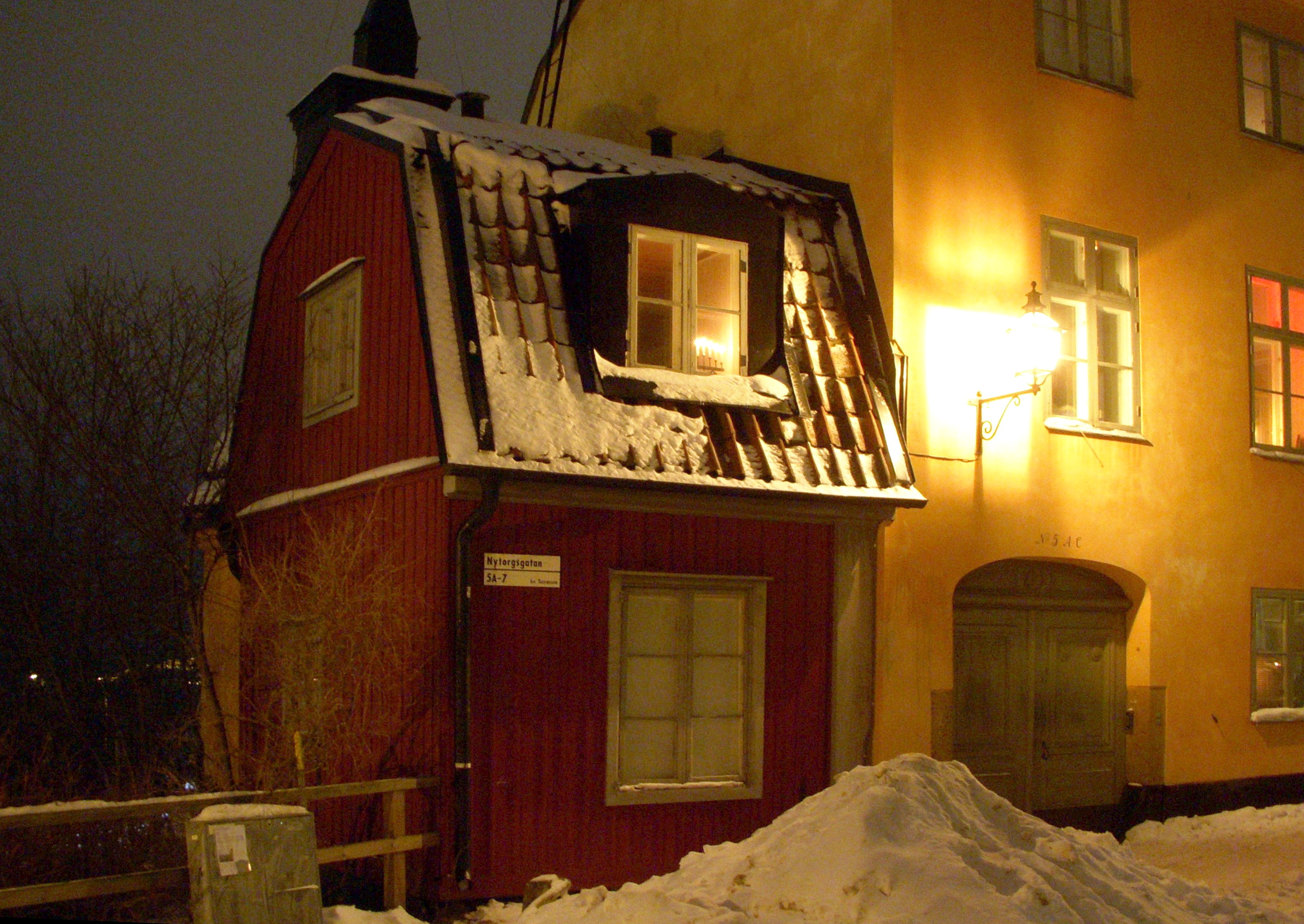
Nytorgsgatan 5 i december 2010, ett av stadens minsta bostadshus.

Nytorgsgatan är en gata på nordöstra Södermalm i Stockholm. Gatan sträcker sig från Glasbruksgatan i norr till Nytorget och Sofiagatan i syd. Gatan fick sitt nuvarande namn i samband med namnrevisionen i Stockholm 1885. På sommaren förvandlas Nytorgsgatans södra del till en av Stockholms sommargågator.

## Historik
Tidigare namn var Stadsträdgårdsgatan för den del som ligger norr om Nytorget, den södra delen kallades Vermdögatan. Längs Nytorgsgatans norra del finns lite av den äldre trähusbebyggelsen från 1700-talet kvar som blandas med murade bostadshus från 1800-talet. 
I samband med Katarinabranden 1723 förstördes samtliga hus i gatans omgivning, ända ner till varvet vid Tegelviken. Trots att man därefter förbjöd byggandet av trähus uppfördes några hus av trä. Exempel härför är fastigheten Terrassen 16 med Nytorgsgatan 5 där en liten rest av ett falurött trähus är hopbyggd med ett putsat stenhus. Trähuset härrör från 1720-talet och är idag ett av Stockholms minsta bostadshus. Stenhuset byggdes 1781. Båda är q-märkta i gällande stadsplan. 
Vid Nytorgsgatan 6 ligger Rutenbeckska gården med bebyggelse från 1700-talet. Vid Nytorgsgatan 7, även det ett q-märkt trähus, finns en liten park och en utsiktsplats som öppnar en storartad panoramablick över Saltsjön och Stockholms inlopp. Nytorgsgatan 5 och 7 (fastigheten Terrassen 16) samt Rutenbeckska gården är blåmärkta av Stadsmuseet i Stockholm, vilket innebär att de utgör "synnerligen höga kulturhistoriska värden". Bebyggelsen längs Nytorgsgatans mellersta och södra del härrör huvudsakligen från 1930-talet med undantag för Törnquistska slaktargården (i hörnet Tjärhovsgatan) som uppfördes mellan 1727 och 1733. Bland 1930-talshusen finns Tegelslagaren 12 som också är blåmärkt.

## Bilder

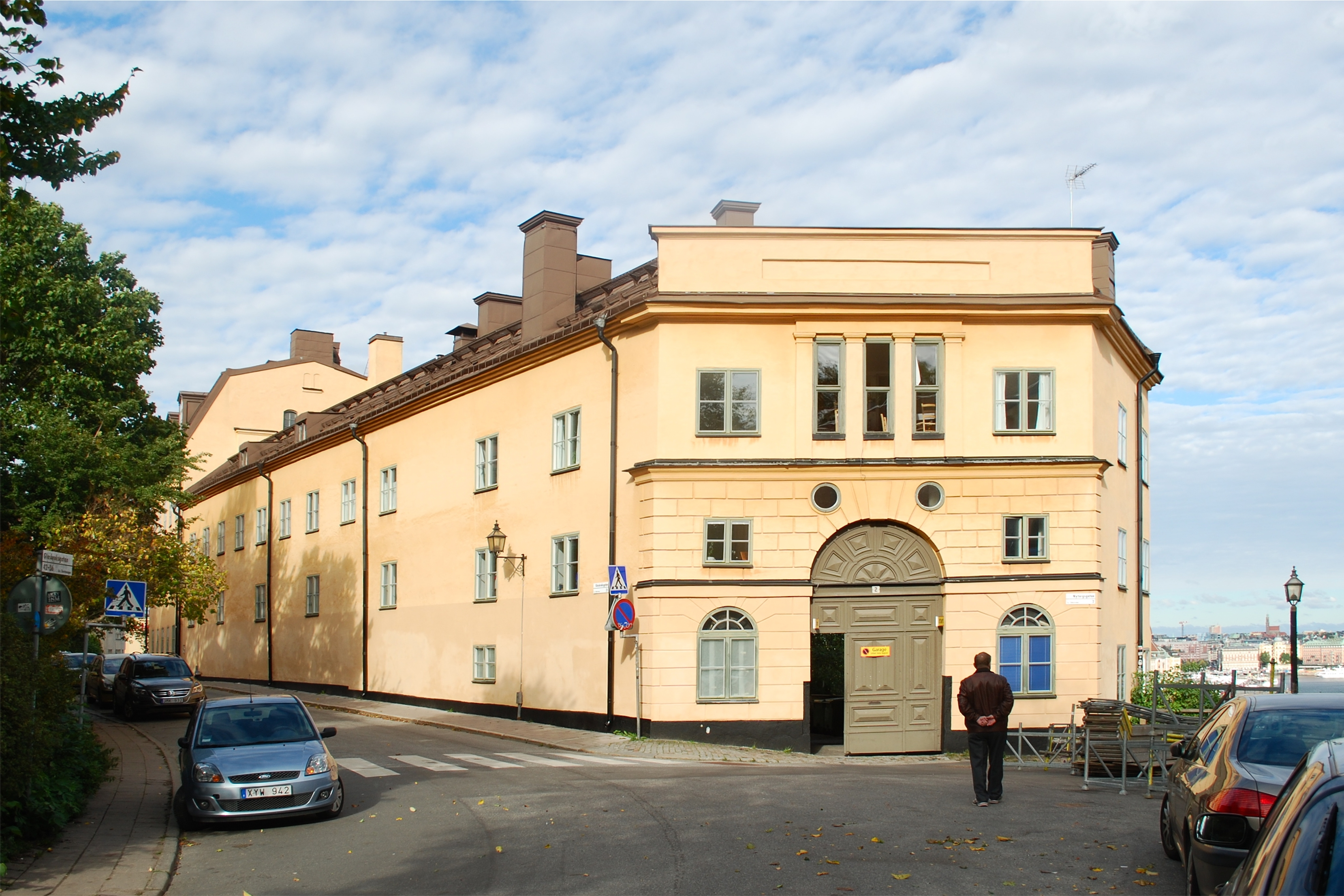
Nytorgsgatan längst i norr med Kvarteret Dihlströms i fonden.
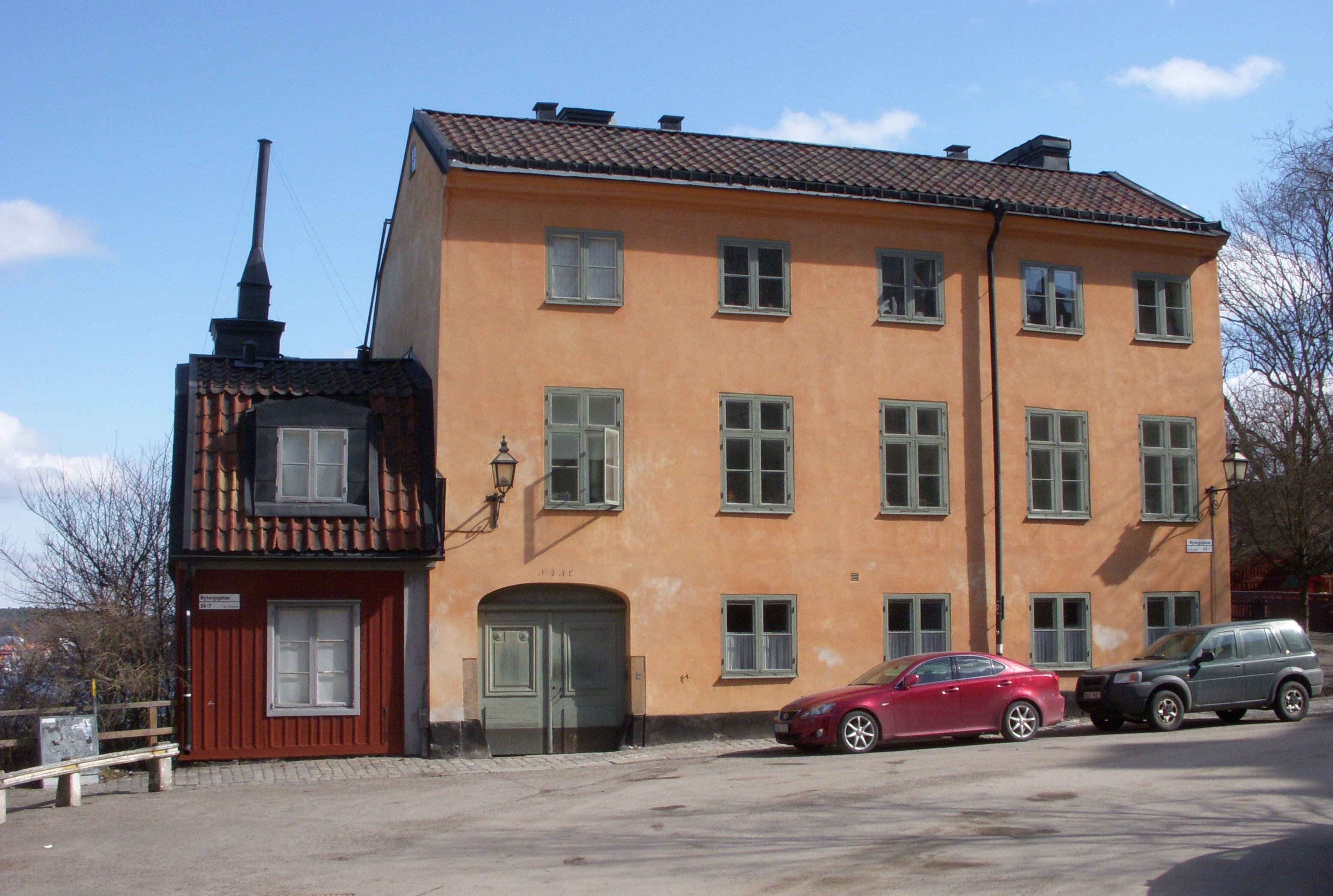
Nytorgsgatan 5, fastigheten Terrassen 16.
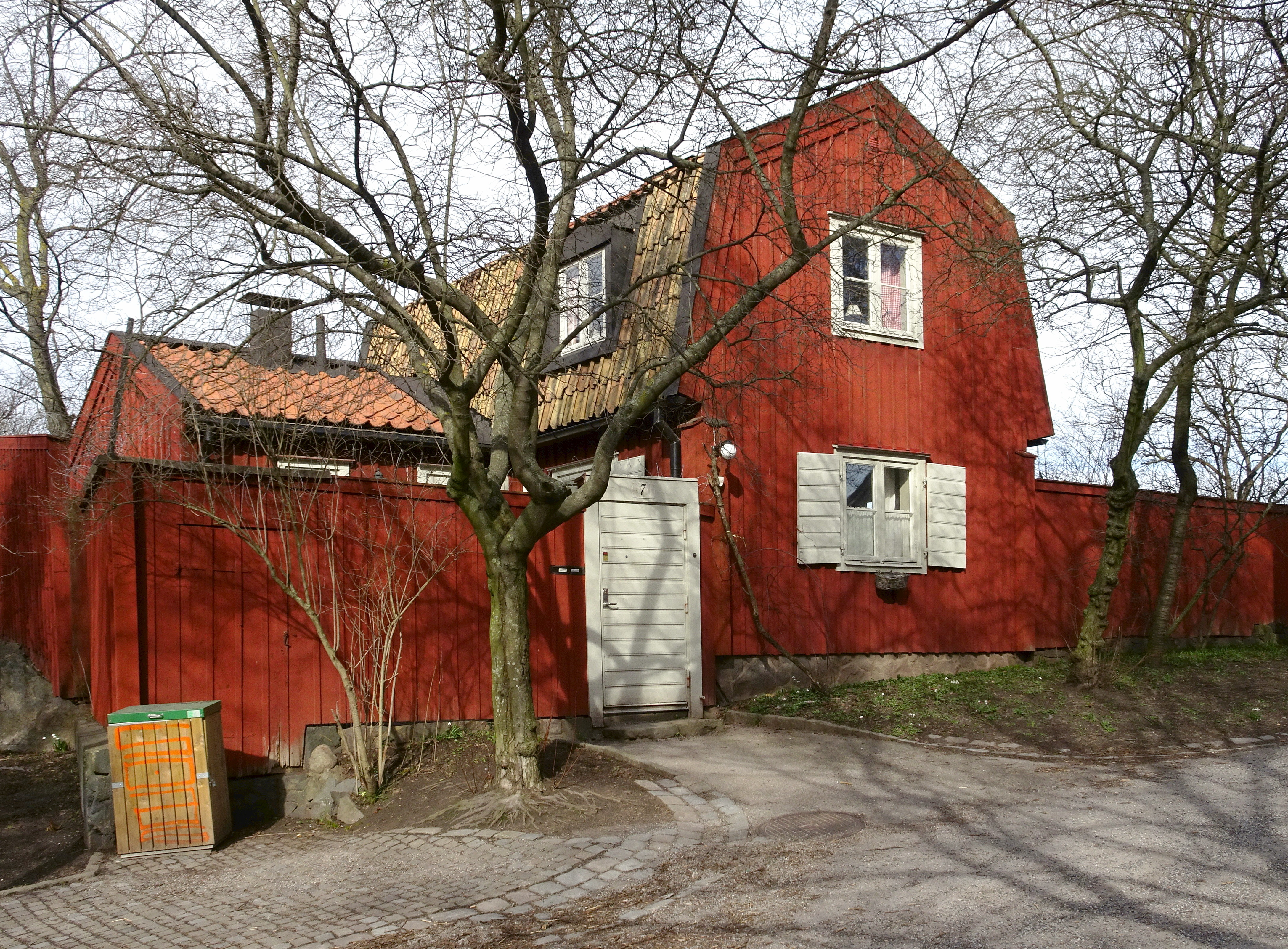
Nytorgsgatan 7, fastigheten Terrassen 16.
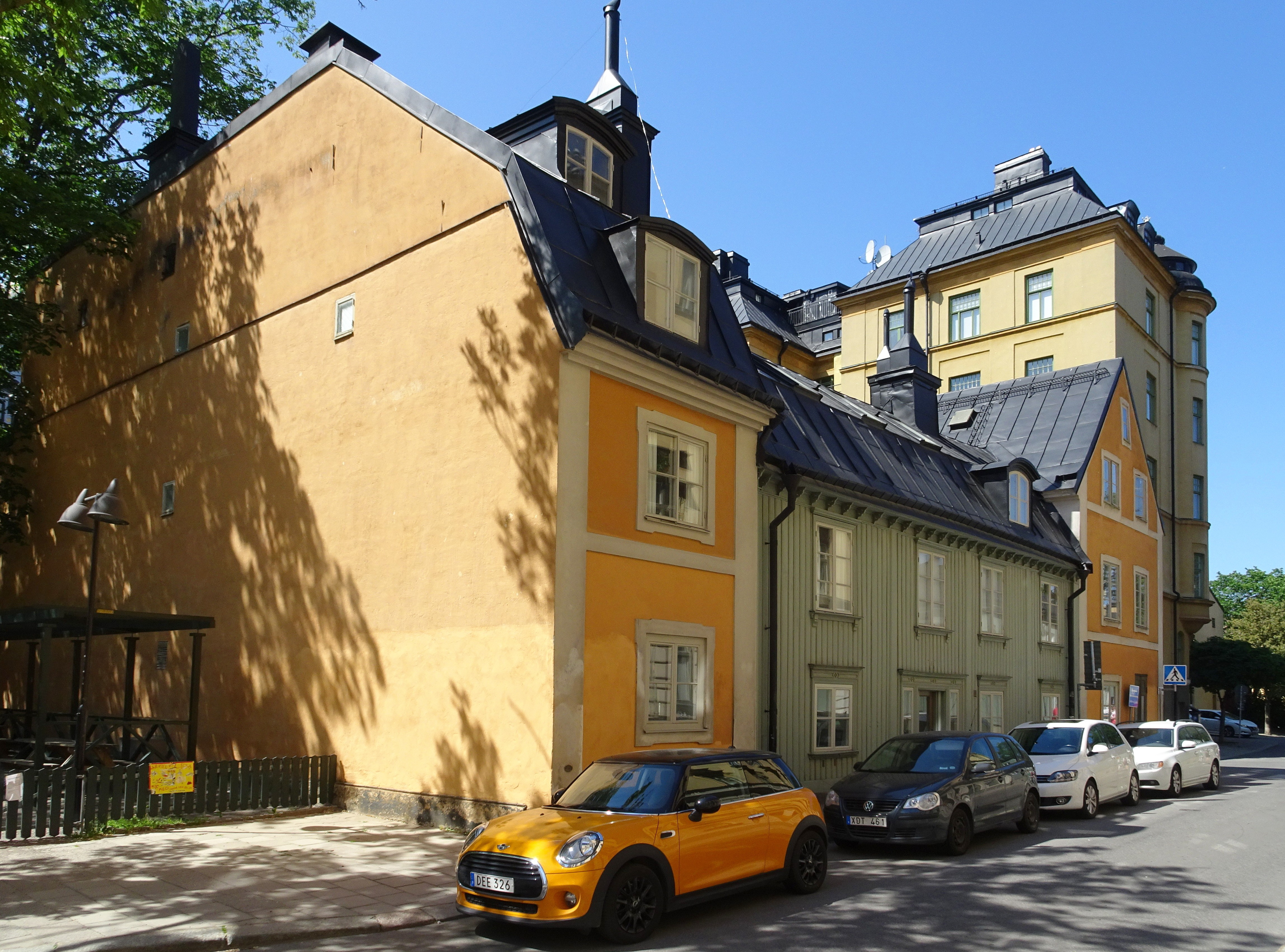
Nytorgsgatan 6, Rutenbeckska gården.
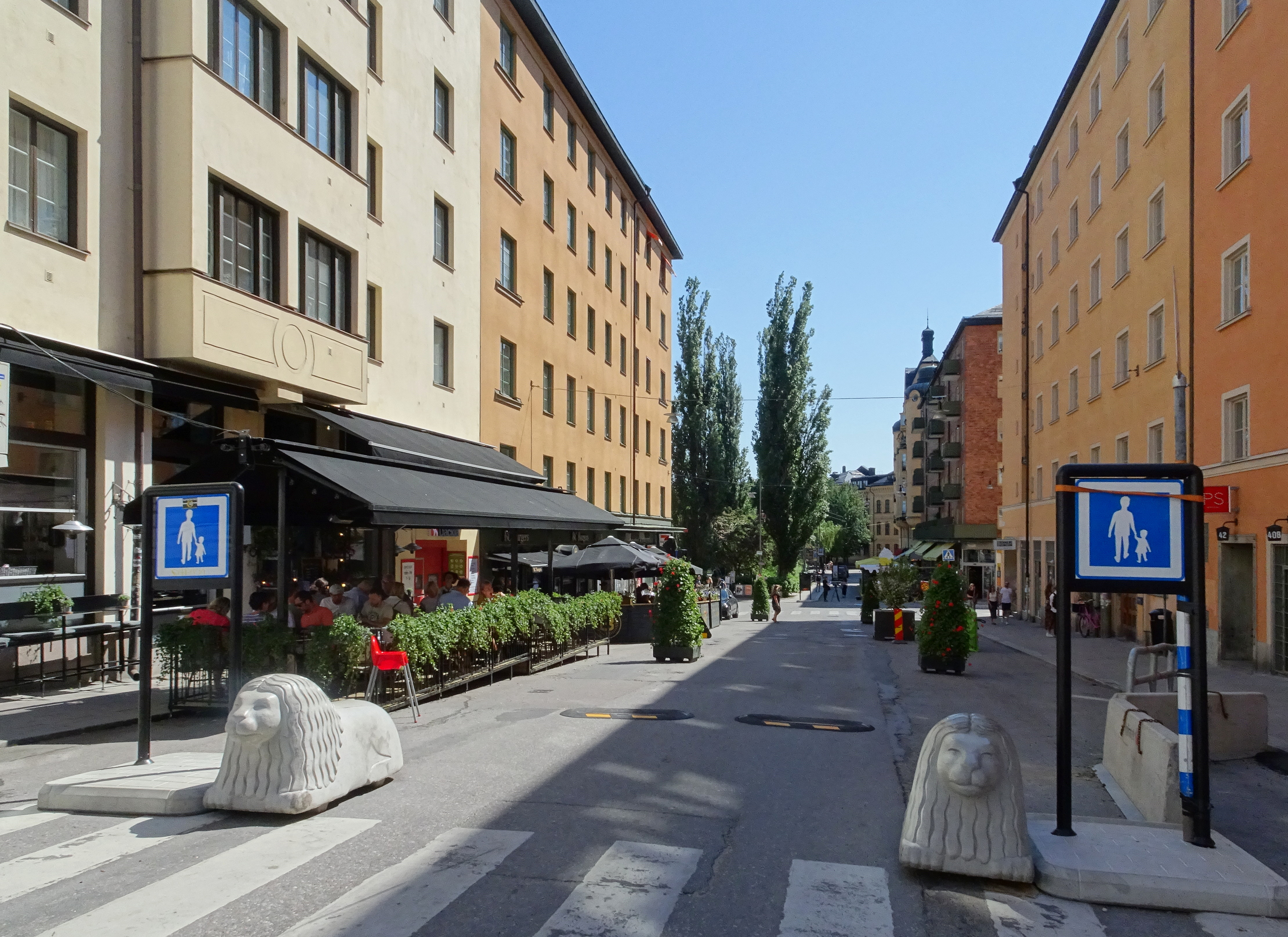
Nytorgsgatans södra del som sommargågata, juni 2019.